# عقل فعال
عقل فعال (به یونانی: xδημιουργός) (به لاتین: demiurgus) یکی از عقول عشره است.

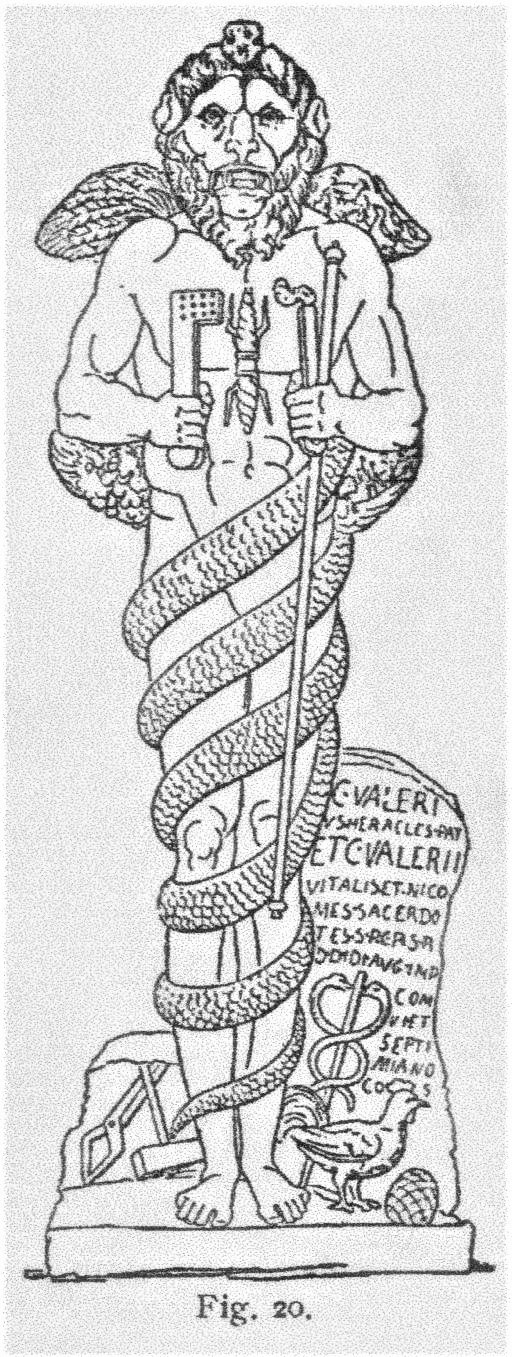
لئونتوسفالوس میترئو فاگان (اوستیا)

حکما براساس دلایلی معتقدند که در باطن جهان، موجودی واسطه قرار دارد که هم به ذات خود، شعور دارد و خویش را درک می‌کند و هم به علت خویش و هم به معلولات خود. این موجود در هیچ ماده و جسمی حلول ندارد و به هیچ پیکری تعلق ندارد. فوق زمان و مکان است. از مبدأ خویش فیض می‌گیرد و به جهان می‌رساند. تمام ادراکها و شعورها و قدرتهای این جهان به فیض و مدد اوست و نظر به اینکه خود آگاه و غیر ماده است، عقل نامیده می‌شود و چون واسطه فیض بین مبدأ کل و جهان است و نیرویی فعال است آن را «عقل فعال» می‌خوانند. برخی عقل فعال را یکی از مفاهیمی که از خدا طرح شده دانسته‌اند. اما در فلسفه اسلامی، عقل فعال، عقل دهم در سلسله عقول طولی است. این عقل فیض دهنده و واسطه در فیض به موجودات است و عقول و نفوس انسانی را از قوه به فعل در می‌آورد و صورتها را به اشیاء و مواد می‌بخشد و نفوس را از مرتبه هیولائی به کمال مستفاد خود می‌رساند. عقل فعال همان ملک وحی و رو ح القدس یعنی جبرائیل آمین می باشد

## عقل فعال در نظرابن باجه
سعادت و کمال واقعی انسان در تفکر ابن باجه مسئله‌ای مربوط به نظر و تعقل است و با عمل نسبت مستقیمی ندارد.
عقل انسانی که از لحاظ مراتب تعقل در سطح نازلی قرار دارد و معقول را در صورت هیولانی درک می‌کند، از رهگذر کوشش عقلی رشد می یابد و در نهایت ممکن است بتواند معقول را به صورت مجرد درک کند و این همان سعادت است.
به‌طور خلاصه می‌توان گفت صورتهای روحانی صورتهایی ادراکی اند که با انواع جواهر ارتباط دارند. برخی دیگر،افزون بر اینکه موجب کمال روح نیستند، ممکن است رذیلت به‌شمار آیند، ولی برخی دیگر،افزون بر اینکه موجب کمال روح نیستند،ممکن است رذیلت به‌شمار آیند. به نظر ابن باجه چهار نوع صورت روحانی وجود دارد:
1. صور روحانی اجسام مستدیر که با افلاک در ارتباط اند و همان نفوس فلکی به‌شمار می آیند؛
2. صورتهای عقل فعال و مستفاد؛
3. معقولات هیولانی که منسوب به هیولا و در ارتباط با آت اند؛
4. معانی و صور موجود در قوای نفس (اعم از حس مشترک، خیل و حافظه).[۵]

## عقل فعال در نظر افلاطون
عقل فعال در نظر افلاطون، خدایی نیست که جهان را از نیستی (به لاتین: nihil) آفریده باشد؛ بلکه به آشفتگی ماده سازنده جهان، نظم بخشیده‌است. عقل فعال، فرمهای از پیش آماده را به مواد بی شکل ارائه می‌کند؛ یعنی همانند کاری که یک صنعتگر با مواد و مصالح خام انجام می‌دهد، و این گونه نیست که صور اشیا را از خود خلق کند و به آن‌ها بدهد.

## نظر حکمای مشاء
در فلسفه ارسطو و هنگامی که آثار ارسطو در قرون اولیه اسلامی ترجمه می‌شد این اصطلاح به همراه اصطلاحاتی دیگر در قالب تفکراتی قرار گرفت که از یک سو متأثر از دین اسلام بود و از سویی دیگر در نظام فلسفه ارسطو ریشه داشت، فلسفه‌ای که از آن با عنوان «فلسفه مشاء» یاد می‌کنند. نظریه استناد موجودات به عقل دهم مربوط به حکمای مشاء است. آنان اعتقادی به عقول عرضی ندارند و هر آنچه در عالم ماده وجود دارد را به عقل واحدی که در سلسله طولی در آخرین مرتبه قرار دارد، استناد می‌دهند.

## عقل فعال در نظر فارابی
فارابی در این رابطه می‌گوید: کسی که به مرتبهٔ اعلای روحانی و معنوی می‌رسد می‌تواند میان روح خویش و عقل فعال جمع کند. یعنی بی واسطه به عقل فعال اتصال یابد و چون عقل فعال از علت اولی فیض می‌گیرد. پس چنین کسی به واسطهٔ عقل فعال از مبدأ اولی فیض خواهد گرفت.

## عقل فعال در نظر ابن سینا
ابن سینا خلقت را ناشی از نفس اندیشه الهی می‌داند که خود اندیشه می‌کند و علمی که وجود الهی به‌طور ابدی از خود دارد همان عقل اول است. عقل اول معلول آغازین و نیروی خلاق است که با اندیشه الهی یکی است و تنها از این طریق می‌توان با رعایت قاعده «الواحد لا یصدر عنه الا الواحد» از وحدت به کثرت رسید. خداوند هنگامی که به ذات خود می‌اندیشد، آفرینش براساس درجات و سلسله مراتب انجام می‌گیرد، بنابراین عمل آفرینش و عمل تعقل همانند هم هستند و هنگامی که درجات بالا در خود می‌اندیشند، درجات پایین‌تر هستی به‌وجود می‌آیند.
از یک واجب الوجود که سرچشمه همه چیزهاست بنابر اصلی که ذکر شد بیش از یک وجود صادر نمی‌شود همان وجودی که ابن سینا عقل اول می‌نامد. عقل اول هنگامی که در خویش تأمل می‌کند، وجود خدا را واجب می‌داند و از آن جهت که خود توسط واجب الوجود، پدید آمده ماهیت خود را نیز واجب می‌داند اما نفس ماهیت خود را وجود ممکن تعقل می‌کند و از این طریق عقل اول به سه بعد از معرفت دست پیدا می‌کند که عقل دوم و نفس فلک اول و جسم فلک اول از آن پدید می‌آیند. عقل دوم نیز همین عمل را انجام می‌دهد و از آن عقل سوم و جسم و نفس فلک دوم پدید می‌آید و این روند تا عقل دهم وفلک نهم که فلک قمر است، ادامه دارد اما از اینجا به بعد عقل دهم که همان عقل فعال است آن اندازه پاکی ندارد که از آن فلک دیگری به وجود بیاید؛ به همین جهت از آن تنها عالم کون و فساد و نفوس آدمی صادر می‌شود که این عالم عالم کثرت است و نفسی که این عالم را مستقیماً هدایت می‌کند از عقل فعال صادر شده‌است و ذات واجب الوجود از آن جهت که به کلیات علم دارد و از هرگونه کثرت مبرا است تنها به واسطه عقول این جهان را هدایت می‌کند.
جهان تحت فلک قمر، جهان تغییر و تبدیل است و موجودات در این جهان به وجود می‌آیند و پس از مدتی فنا می‌شوند و زندگی خاکی که مدام در حال تغییر و دگرگونی است، آدمی را احاطه کرده‌است بنابراین هنگامی که مخلوقی می‌خواهد به وجود بیاید، عقل فعال صورتی از خود افاضه می‌کند تا وجود آن را امکان‌پذیر سازد و چون آن مخلوق ازمیان برود و نیست شود، عقل فعال آن صورت را باز پس می‌گیرد و به درون خود می‌برد. به همین دلیل ابن سینا این عقل را «واهب الصور» یعنی بخشنده صورتها نامیده است. فارابی نیز عقل فعال را واهب الصور می‌گوید زیرا که معقولات در آن موجودند و عقل فعال معقولات را به عقل انسانی ارزانی می‌دارد و چون این معقولات همچون صور افلاطونی هستند برای همین نام آن را بخشاینده صورتها یا واهب الصور نامیده‌اند.

## نظر فلاسفه اشراقی
فلاسفه اشراقی که معتقد به عقول عرضی در آخرین مرحله از سلسله عقول طولی هستند، نظر حکمای مشاء را قبول ندارند و قائلند که هر کدام از این عقول عرضی، نوعی از انواع مادی را ایجاد می‌کند و امور همان نوع را تدبیر می‌کند. این نظریه که از «مُثُل افلاطون» گرفته شده‌است، وجود افراد انسان و کمالاتی که به او می‌رسد را به جوهری مجرد عقلی به نام «رب‌النوع یا مثال» انسان مستند می‌کند.

## عقل فعال در نظر هانری کربن
هانری کربن متذکر می‌شود نباید از نظر دور داشت که آنچه در فلسفه قدیم در باب عقول دهگانه و نفوس افلاک مطرح شده‌است، مباحثی مربوط به علوم طبیعی نیستند بلکه با پیشرفتهای علمی این نظام طبیعی بی‌اعتبار شده‌است و این مباحث را باید از منظری نگاه کرد که هدفش تعالی انسان ودست یافتن به آسمان‌های ناپیدای معنوی و جغرافیای عرفانی است؛ همان‌طور که سهروردی در رساله روزی با جماعت صوفیان به همین نکته اشاره می‌کند: «آن کسانی که در آسمان و ستارگان نگرند سه گروهند: گروهی که به چشم سرنگرند و صحیفه‌ای کبود بینند، نقطه‌ای چند بر وی و این گروه عوامند؛ و گروهی آسمان را هم به دیده آسمان بینند و این گروه منجمانند. دیده آسمان ستارگان است و ایشان آسمان را به ستارگان بینند، گویند امروز فلان ستاره در فلان برج است پس این اثر کند. در فلان برج بر فلان قران است. اما کسانی که سر (رمز) آسمان و ستاره به چشم سر نبینند و نه به دیده آسمان الا به نظر استدلال، محققانند».